# Afromaimetsha
Afromaimetsha – wymarły rodzaj błonkówek z rodziny Maimetshidae i podrodziny Maimetshinae. Obejmuje tylko jeden opisany gatunek, A. robusta. Żył w późnej kredzie.

## Taksonomia
Rodzaj i gatunek typowy opisane zostały po raz pierwszy w 2009 roku przez Aleksandra Rasnicyna i Denisa Brothersa na łamach „African Invertebrates”. Opisu dokonano na podstawie pojedynczej, datowanej na turon w kredzie skamieniałości, odnalezionej w Orapie na terenie Botswany. Nazwa rodzajowa to połączenie słowa Africa z nazwą typowego dla rodziny rodzaju Maimetsha. Epitet gatunkowy oznacza po łacinie „tęga” i nawiązuje do sylwetki zwierzęcia.
Rasnicyn i Brothers jako najbardziej zbliżony do Afromaimetsha podają rodzaj Afrapia. Michael S. Engel sklasyfikował oba rodzaje w plemieniu Maimetshini w obrębie nowej podrodziny Maimetshinae.

## Morfologia
Błonkówka o ciemnym z jasnymi odnóżami ciele długości co najmniej 4,9 mm. Głowę miała dużą, o szeroko rozstawionych zapoliczkach. Czułki miały szeroko-kubkowaty trzonek, poprzeczną nóżkę i zbudowany z co najmniej 13 znacznie dłuższych niż szerokich i niemal równych szerokości członów biczyk. Przedtułów miał dłuższe niż u Afrapia propleury, przypuszczalnie formujące na przedzie krótką szyję. Mezopleury zaopatrzone były w kompletną poziomą bruzdę boczną i tylną blaszkę przyśrodkową (lamella submedialis). Notauli były silnie ku przodowi rozbieżne. Skrzydło przednie miało co najmniej 2,5 mm długości. Jego użyłkowanie cechowało się wąską, nieodbiegającą szerokością od pterostygmy komórką kostalną, sektorem radialnym biorącym początek nasadowo od pterostygmy, żyłką 1Rs+M równoległą do żyłki 1Cu i położoną bliżej r-rs niż 2Rs+M, drugim sektorem żyłki Rs+M dłuższym od żyłki 1m—cu, żyłką 1rs-m stykającą się z sektorem radialnym wcześniej niż r-rs, obecnością trzech komórek submarginalnych i prawie kwadratowym kształtem komórki 3rm. Pterostygma była co najwyżej nieco krótsza niż odległość między podstawami sektora radialnego i żyłki 2r-rs. Powierzchnię pozatułowia rzeźbiły duże, dwukrotnie szersze niż dłuższe areole. Metasoma miała ostatnie sternum nieco dłuższe niż przedostatnie. Pokładełko były zakrzywione ku dołowi, o rozszerzonej ku szczytowi osłonce długości 1,4 mm.

## Paleoekologia
Owad ten występował w klimacie umiarkowanym z zachowaną zmiennością pór roku. Zamieszkiwany przez niego rejon leżał w kredzie późnej dalej na południe, co sprzyjało podtrzymaniu umiarkowanego klimatu. Środowiskiem tego owada były wilgotne lasy o dużych opadach, nieodległe od wód, acz okresowo trawione przez pożary. Siedlisko to cechowało się dużą różnorodnością flory i entomofauny. Rosły tu paprotniki, miłorzębowce z rodzaju Ephedripites oraz liczne okrytonasienne, w tym z takich grup jak radziliszkowate, wawrzynowate, oczarowate, ukęślowe i skalnicowce. Spośród owadów rozpoznano w skamieniałościach z Orapy większość ich współczesnych rzędów, w tym ważki, prostoskrzydłe, skorki, karaczany, pluskwiaki, chrząszcze, sieciarki, błonkówki i muchówki. Same Maimetshidae oprócz Afromaimetsha reprezentowały także dwa gatunki z rodzaju Afrapia i jeden z rodzaju Maimetshorapia.